# I Loved a Soldier
Pour plus de détails, voir Fiche technique et Distribution.
I Loved a Soldier est un film américain inachevé d'Henry Hathaway de 1936.

## Synopsis
Le film raconte l'histoire d'une jeune servante qui travaille à l'Hôtel Imperial. Un jour, elle tombe amoureuse d'un client, qui s'avère être un soldat en plus d'être localement connu comme un homme à femmes

## Fiche technique
- Titre original : I Loved a Soldier
- Réalisation : Henry Hathaway
- Scénario : John Van Druten d'après un roman de Melchior Lengyel et une pièce de Lajos Biró
- Production : Benjamin Glazer et Ernst Lubitsch
- Société de production : Paramount Pictures
- Photographie : Charles Lang
- Pays de production : États-Unis
- Format : Noir et blanc - 35 mm - 1,37:1
- Genre : Drame
- Début du tournage : 3 janvier 1936

## Distribution
- Marlene Dietrich : Anna Sedlak
- Charles Boyer : Lieutenant Baron Almasy
- Walter Catlett
- Lionel Stander
- Margaret Sullavan
- Akim Tamiroff

## Autour du Film
- Le film devait être un remake d'un film muet de 1927 Hotel Imperial de Mauritz Stiller avec Pola Negri dans le rôle d'Anna Sedlak. Un autre remake fut cette fois achevé en 1939 sous le même titre que le premier Hotel Imperial (en) avec Isa Miranda et Ray Milland dans les rôles principaux, sous la direction de Robert Florey.
- Le tournage commença le 3 janvier 1936, et se marqua très vite par des désaccords entre le producteur Benjamin Glazer et Marlene Dietrich, dont le contrat permettait un droit de regard sur le scénario. Quatre jours après le début du tournage, il démissionna. Hathaway et le scénariste Grover Jones retravaillèrent le scénario, et Ernst Lubitch remplaça Glazer pour éviter de perdre trop de temps, mais dû se rendre en Europe et fut remplacé par William LeBaron. Dietrich décida alors de quitter le tournage, bien que la Paramount avait déjà dépensé 900 000 dollars ! Elle fut remplacée par Margaret Sullavan, qui se cassa le bras gauche au bout de trois jours de tournage. Les producteurs contactèrent alors Bette Davis, Elissa Landi et Claudette Colbert, toutes indisponibles. Le projet fut alors remisé jusqu'en 1939[1]. « Hôtel impérial est sûrement un des films non terminés qui aura couté le plus cher dans toute l'histoire d'Hollywood[2]. »